# Moirigkawagarbo
Moirigkawagarbo (kinesiska: 梅里雪山) är en bergskedja i Kina. Den ligger i den centrala delen av landet, 2 100 km sydväst om huvudstaden Peking. Arean är 6 000 kvadratkilometer.